# Preis-Absatz-Funktion
Die Preis-Absatz-Funktion (PAF), auch Preis-Absatz-Kurve (PAK) oder inverse Nachfragefunktion (engl. inverse demand function) genannt, ist eine Modellfunktion aus der Betriebs- und Volkswirtschaftslehre (Mikroökonomie), die angibt, welchen Preis {\displaystyle p} die anbietenden Unternehmen für ein Gut in Abhängigkeit von dessen Absatzvolumen {\displaystyle x} zu erzielen vermögen.
Die Preis-Absatz-Funktion {\displaystyle p(x)} ist damit die inverse Funktion der Nachfragefunktion {\displaystyle x(p)}, die angibt, welche Menge {\displaystyle x} des Gutes die Nachfrager in Abhängigkeit vom Preis {\displaystyle p} zu erwerben bereit sind, wobei zur grafischen Darstellung letzterer in den Wirtschaftswissenschaften üblicherweise ein linkshändiges Koordinatensystem mit vertauschten Achsen zum Einsatz kommt, bei dem also – anders als in der Mathematik – die unabhängige Variable {\displaystyle p} nicht durch die waagerechte Abszissen–, sondern senkrechte Ordinatenachse repräsentiert wird, während die Abszissenachse die Repräsentanz der abhängigen Variablen {\displaystyle x(p)} übernimmt.
Die Begriffe „Preis-Absatz-Funktion“ und „Nachfragefunktion“ werden dabei allerdings in der Literatur oft nicht hinreichend scharf voneinander abgegrenzt, mitunter sogar synonymisch gebraucht, umso mehr, als sich ihre grafischen Darstellungen bis auf die Frage, ob darin {\displaystyle p} als von {\displaystyle x} oder umgekehrt {\displaystyle x} als von {\displaystyle p} abhängig dargestellt sein soll, praktisch gleichen. 
Während in der Volkswirtschaftslehre die Preis-Absatz-Funktion dazu dient, die funktionale Abhängigkeit von Preis und Nachfrage abzubilden, wird sie in der Betriebswirtschaftslehre bei der Lösung konkreter Aufgaben, z. B. bei der Absatzplanung, eingesetzt. Die Unternehmen kennen jedoch die Preis-Absatz-Funktion eines Marktes in der Realität oft nicht – sie wissen also nicht genau, wie viele Einheiten sie zu welchem Preis am Markt absetzen können. Ein empirischer Weg, eine PAF zu erstellen, ist die Conjoint-Analyse.

## Darstellung
Damit, dass bei der Darstellung der Preis-Absatz-Funktion die Achsenzuweisungen der Nachfragefunktion (s. o.) übernommen werden, bleiben die Graphen beider Funktionen – anders als bei der Umkehrung einer Funktion in der Mathematik – bis auf die Frage, welche der beiden Variablen die jeweils abhängige und unabhängige ist, gleich: Die nachgefragte bzw. abgesetzte Menge {\displaystyle x} wird auch hier durch die waagerechte Abszisse repräsentiert, der erzielbare Preis {\displaystyle p} auch hier durch die senkrechte Ordinate, nur dass letztere nun – wieder der in der Mathematik üblichen Konvention folgend – die Werte der abhängigen Variablen repräsentiert, während die Abszissenwerte die der unabhängigen Variablen sind.

## Ausprägungen
Je nach Marktform lassen sich unterschiedliche Ausprägungen der Preis-Absatz-Funktion unterscheiden. Zur Vereinfachung wird in der Regel eine lineare Nachfragefunktion angenommen.

### Im homogenen Polypol
Im homogenen Polypol geht man von einer mit zunehmendem Preis abnehmenden Nachfragemenge aus. Anbieter (und Nachfrager) sind Preisnehmer. Aus dem Schnittpunkt von Angebots- und Nachfragekurve ergibt sich der Gleichgewichtspreis. Die PAF hat drei Abschnitte:
- Bei Abwesenheit von Transaktionskosten wird kein Konsument von Anbietern kaufen, die einen höheren Preis zu setzen versuchen; die absetzbare Menge ist also Null (die PAF verläuft auf der Hochachse).
- Alle Anbieter, die genau den Gleichgewichtspreis fordern, können insgesamt maximal die Gleichgewichtsmenge absetzen. Die PAF verläuft bis zur Gleichgewichtsmenge also horizontal auf der Höhe des Gleichgewichtspreises. In diesem Bereich ist die Firmennachfrage also vollkommen preiselastisch (selbst wenn die Nachfragefunktion dies nicht ist).
- Wer einen Preis unterhalb des Gleichgewichtspreises setzt, könnte die gesamte Nachfragemenge bedienen. Dieser Abschnitt der PAF verläuft also auf der Nachfragekurve.

### Im Monopol
Im Gegensatz zum Unternehmen im vollkommenen Wettbewerb, das für sein Produkt einen Gleichgewichtspreis hinnehmen muss, kann der Monopolist den Verkaufspreis festsetzen. Der Käufer reagiert dann mit seiner Nachfrage. Die Marktlösung ergibt sich über den Cournotschen Punkt.

### Im Oligopol

Einfach geknickte PAF

Im Oligopol-Fall geht man von einer einfach geknickten Preis-Absatz-Funktion aus.

### Im heterogenen Polypol (Gutenberg-Funktion)

Doppelt geknickte PAF

Im Falle eines heterogenen Polypols geht man von einer doppelt geknickten Preis-Absatz-Funktion (Gutenberg’sche Preis-Absatz-Funktion oder Gutenberg-Funktion nach Erich Gutenberg) aus. Dies ist zurückzuführen auf den vorliegenden unvollkommenen Markt, durch den die PAF eine besondere Marktverfassung hat. Sie ist u. a. typisch im Falle der monopolistischen Konkurrenz.
Der monopolistische Bereich liegt im mittleren Abschnitt der Funktion. Dieser stellt das akquisitorische Potenzial des Unternehmers dar. Zurückzuführen ist das ganze auf die Unvollkommenheit des Marktes (fehlende Markttransparenz, höhere Distanzen zwischen den Wettbewerbern, Kundenbindung, …), so dass der Unternehmer im monopolistischen Bereich die Preise variieren kann, ohne dass sich die Nachfrage stark ändert. Ab einer gewissen Preishöhe wandern aber überproportional viele Kunden zur Konkurrenz (Preis hoch) bzw. kommen überproportional viele Kunden von der Konkurrenz (Preis niedrig). Z. B. könnte es für einen Kunden bei einem besonders niedrigen Preis einen größeren Nutzen haben, eine weitere Strecke zum Geschäft zurückzulegen, als zu seinem Laden „um die Ecke“ zu gehen.
Der Prohibitivpreis markiert den Punkt, ab dem die Nachfrage des Marktes vollkommen zum Erliegen kommt. Kein Konsument ist mehr bereit, den verlangten Preis (oder mehr) zu bezahlen. Es ist ferner davon auszugehen, dass selbst bei einem Preis von 0 die Nachfrage nicht unendlich groß wird. Die maximale Absatzmenge ist determiniert z. B. durch die fehlende Markttransparenz, Transaktionskosten oder die Endlichkeit der Nachfrage. Dietzel bezeichnet diese Obergrenze als die akquisitorische Reichweite des Unternehmers. Sie ist kleiner oder gleich der Sättigungsmenge, da z. B. aufgrund unvollkommener Information nicht jeder Interessent Kenntnis von dem Angebotspreis erlangt.